# Lake Louise
Der Lake Louise ist ein See in der kanadischen Provinz Alberta im Banff-Nationalpark. Die türkisblaue Farbe des Sees wird durch feine Gesteinspartikel (dem Steinmehl oder Gletschermilch, in englischer Sprache auch als rock flour oder glacial flour bezeichnet) verursacht, welche mit dem Schmelzwasser in den See gelangen.
Lake Louise ist nach Prinzessin Louise Caroline Alberta, einer Tochter der Königin Victorias, benannt.
Der Ort Lake Louise liegt neben dem Trans-Canada Highway, 180 km westlich von Calgary. Hinter dem Lake Louise erheben sich einige schneebedeckte Berge wie Mount Temple (3543 m), Mount Whyte (2983 m) und Mount Niblock (2976 m). Oberhalb des Sees befindet sich auf dem Mount Whitehorn das Skigebiet Lake Louise.
Am Ostufer des Sees steht das Château Lake Louise, ein Fünf-Sterne-Hotel. Es wurde 1890 als bescheidenes Chalet errichtet und später zu einem zweistöckigen Hotel ausgebaut, das zu einem Zentrum für Kletterexpeditionen wurde. Eine Feuersbrunst 1924 zerstörte das Schlosshotel, welches durch die heute noch bestehende Konstruktion ersetzt wurde. Viele Wanderwege starten direkt beim Schlosshotel.
Der See und die Umgebung ist ein Ort für Freizeitaktivitäten wie Wandern, Klettern, Skifahren und Kanu-Fahren. Im zugehörigen Skigebiet finden regelmäßig von der FIS veranstaltete Skirennen statt, in der Regel Abfahrt und Super-G im Rahmen des Alpinen Skiweltcups (siehe Alpiner Skiweltcup in Lake Louise).

## Projekt Habbakuk
Im Zweiten Weltkrieg wurden hier Versuche für das Projekt Habbakuk, einen britischen Plan für einen Flugzeugträger aus Pykrete und Eis durchgeführt.